# WHITE SCORPION
WHITE SCORPION（ホワイト スコーピオン）は、日本の女性アイドルグループである。秋元康のプロデュースにより、2023年10月7日に結成した。略称は「ホワスピ」。

## 概要
2023年4月から始まったIDOL3.0 PROJECTを経て、同年10月7日にデビューメンバーとなる11名が発表された。コンサートや握手会などの"リアル"な活動に加え、メタバースやNFTなどのWeb3.0技術を駆使した"バーチャル"なグループ活動を予定している。
グループ名には純真さ、誠実さ (WHITE) を持ちながらも、強さ (SCORPION) も兼ね備えたグループになって欲しいという想いが込められている。

## 年譜

### 2023年
- 10月7日 - 秋元康プロデュースの新たなアイドルグループWHITE SCORPIONとその11名のメンバーが発表された[1]。
- 10月27日 - WHITE SCORPION 公式WEBサイトのティザーサイトを公開。11月7日の本公開に向けてメンバー11名の新ビジュアル＆個人アーティスト名が毎日一人ずつ発表された。
- 12月7日 - KING RECORDSより配信シングル『眼差しSniper』でデビュー[1]。
- 12月17日 - ブロックチェーンゲーム『SNPIT(スナップイット)』のスペシャルアンバサダーに就任。同ゲームにおける記念コラボカメラNFT配布及び数量限定コラボカメラNFT販売決定[4]。

## メンバー
公式ホームページおよび週刊ヤングジャンプのグラビアホームページより　　
| 名前  | よみ   | 名前（オーディション時） | 生年月日               | 出身地   | メンバーカラー | 備考               |
| ----- | ------ | ------------------------ | ---------------------- | -------- | -------------- | ------------------ |
| ACE   | えーす | ピース                   | 2006年11月6日（18歳）  | 福岡県   | ライトブルー   |                    |
| ACO   | あこ   | ナコ                     | 2004年5月30日（21歳）  | 岡山県   | オレンジ       |                    |
| ALLY  | ありー | アリー                   | 2000年4月17日（25歳）  | 京都府   | ブルー         |                    |
| AOI   | あおい | アオ                     | 2004年10月13日（20歳） | 東京都   | グリーン       |                    |
| CHOCO | ちょこ | チョコ                   | 2006年12月27日（18歳） | 東京都   | ライトピンク   |                    |
| COCO  | ここ   | ココア                   | 2006年3月18日（19歳）  | 北海道   | イエロー       |                    |
| HANNA | はんな | ハンナ                   | 2008年12月17日（16歳） | 兵庫県   | レッド         |                    |
| MOMO  | もも   | モモテレ                 | 2005年12月7日（19歳）  | 東京都   | ライトグリーン |                    |
| NATSU | なつ   | サマー                   | 2004年7月16日（21歳）  | 神奈川県 | パープル       | 元WAggのメンバー。 |
| NAVI  | なび   | ナビ                     | 2003年3月20日（22歳）  | 岡山県   | バイオレット   |                    |
| NICO  | にこ   | ニコ                     | 2004年5月23日（21歳）  | 富山県   | ピンク         | 元WAggのメンバー。 |

## ディスコグラフィ

### シングル

#### 配信限定シングル
|     | 配信日        | タイトル              | 規格                   | 備考                      |
| --- | ------------- | --------------------- | ---------------------- | ------------------------- |
| 1st | 2023年12月7日 | 眼差しSniper          | デジタル・ダウンロード |                           |
| 2nd | 2024年1月7日  | コヨーテが鳴いている  | デジタル・ダウンロード |                           |
| 3rd | 2024年2月7日  | 非常手段              | デジタル・ダウンロード |                           |
| 4th | 2024年3月7日  | 雑踏の孤独            | デジタル・ダウンロード | ファン投票によるNICOのFMV |
| 5th | 2024年4月7日  | Satisfaction graffiti | デジタル・ダウンロード |                           |
| 6th | 2024年12月7日 | I do love you!        | デジタル・ダウンロード |                           |
| 7th | 2025年4月23日 | Beach opening         | デジタル・ダウンロード |                           |

### アルバム

#### ミニアルバム
|     | リリース日     | タイトル     | 販売形態 | 規格品番   | 形態                 | 最高位 |
| --- | -------------- | ------------ | -------- | ---------- | -------------------- | ------ |
| 1st | 2024年9月11日  | Caution      | CD       | KICS-4165  | 通常盤               | 5位    |
| 1st | 2024年9月11日  | Caution      | CD       | NKCD-10514 | OFFICIAL STORE限定盤 | 5位    |
| 2nd | 2025年10月22日 | タイトル未定 | CD       | KICS-4233  | 通常盤               | TBA    |
| 2nd | 2025年10月22日 | タイトル未定 | CD       | NKCD-10544 | WEB限定盤(名称未定)  | TBA    |

## 出演

### テレビ
- オールナイトフジコ（2023年12月2日、フジテレビ）[9]
- WHITE SCORPION レベチっ!（2024年5月9日 - 、ダンスチャンネル）[10]
- WHITE SCORPIONのSCORPISM（2025年4月29日（予定） - 、エンタメ〜テレ☆シネドラバラエティ） - 冠番組[11]

### ラジオ
- 日本直販 presents WHITE SCORPIONのトリセツ（2024年4月6日 - 2025年3月29日、TOKYO FM）[12]
- WHITE SCORPION・HANNAと夜ふかし（2025年4月5日 - 、ラジオ関西） - HANNAのみレギュラー出演
- WHITE SCORPIONのトーク&トークン（2025年4月6日 - 、ラジオ大阪）